# پرنل ویتاکر
پِرنِل ویتاکِر زادهٔ ۲ ژانویهٔ ۱۹۶۴ درگذشته ۱۴ ژوئیهٔ ۲۰۱۹ - بوکسور اهل ایالات متحده آمریکا بود. ویتاکر در چهار وزن مختلف موفق شده بود کمر بند قهرمانی رو تصاحب کنه و وقتی تو سال ۲۰۱۱ بازنشسته شد موفق شده بود ۴۰ تا از ۴۶ مسابقه خودش و پیروز بشه همچنین ایشون با شیش بار دفاع از کمربند قهرمانی سبک وزن داری رکورد طولانی ترین دفاع از عنوان خودش در تاریخ قهرمانی بکس هست .